# Xucun (köpinghuvudort i Kina, Jiangxi Sheng, lat 29,18, long 117,56)
Xucun är en köpinghuvudort i Kina. Den ligger i provinsen Jiangxi, i den sydöstra delen av landet, omkring 170 kilometer öster om provinshuvudstaden Nanchang. Antalet invånare är 16 192. Befolkningen består av 7 746 kvinnor och 8 446 män. Barn under 15 år utgör 20,0 %, vuxna 15-64 år 71 %, och äldre över 65 år 7,0 %.
Runt Xucun är det ganska tätbefolkat, med 124 invånare per kvadratkilometer. Närmaste större samhälle är Fuchun, 15,6 km norr om Xucun. I omgivningarna runt Xucun växer i huvudsak blandskog.
Genomsnittlig årsnederbörd är 2 672 millimeter. Den regnigaste månaden är juni, med i genomsnitt 444 mm nederbörd, och den torraste är oktober, med 51 mm nederbörd.